# Мирослав Блажевич
Мирослав „Чиро“ Блажевич (на сърбохърватски: Miroslav "Ćiro" Blažević / Мирослав Ћиро Блажевић) (10 февруари 1935-8 февруари 2023) е югославски, а после и хърватски футболист и треньор. Най-голям успех има с националния тим на Хърватия, спечелвайки бронзовите медали на световното първенство през 1998 година. От 2008 до 2010 години е старши треньор на Босна и Херцеговина.
Президент на Динамо Загреб от 29 март 1993 до 23 февруари 1995.

## Кариера
Мирослав Блажевич се ражда в семейството на босненски хървати в Травник, Югославия, на територията на днешна Босна и Херцеговина. Започва да играе в ФК Сараево, а след това играе за Риека и загребския Динамо. По-късно заминава за Швейцария и играе за местни клубове. Кариерата му в качеството му на футболист, по негово собствено признание, се развива на средно ниво, заради което бързо спира кариерата си и става треньор. Като тийнейджър тренира ски спортове.

## Успехи
Като треньор
 Сион
- Носител на Купата на Швейцария (1): 1973/74

 Грасхопър
- Шампион на Швейцария (1): 1983/84

  Динамо Загреб
- Шампион на Югославия (1): 1981/82
- Шампион на Хърватия (2): 1992/93, 2002/03
- Носител на Купата на Югославия (1): 1982/83
- Носител на Купата на Хърватия (1): 1993/94

 Хърватия
- Бронзов медалист от световно първенство (1):  1998

 Хайдук Сплит
- Носител на Суперкупата на Хърватия (1): 2005

 Слобода Тузла
- Шампион на Босна и Херцеговина (1): 2013/14